# Тольнаи, Тибор
Тибор Тольнаи (род. 23 сентября 1964) — венгерский шахматист, гроссмейстер (1990).
В составе сборной Венгрии участник 29-й Олимпиады (1990) в Нови-Саде.

## Изменения рейтинга
| Графики недоступны из-за технических проблем. См. информацию на Фабрикаторе и на mediawiki.org. |